# Liz McDaid
Liz oder Liziwe McDaid ist eine südafrikanische Umweltaktivistin, Wissenschaftlerin und Pädagogin, die sich seit Jahrzehnten für Energiegerechtigkeit und nachhaltige Entwicklung einsetzt. Gemeinsam mit Makoma Lekalakala erhielt sie 2018 den Goldman Environmental Prize für Afrika für ihren erfolgreichen Einsatz gegen ein geplantes Atomabkommen zwischen Südafrika und Russland im Jahr 2017.

## Werdegang und Engagement
Liz McDaid wuchs in Kapstadt auf und absolvierte ein naturwissenschaftliches Studium (BSc) an der University of Cape Town und erwarb zusätzlich ein Lehrerdiplom sowie eine Qualifikation in Erwachsenenbildung. Später schloss sie ein Masterstudium in „Climate Change and Development“ am African Climate and Development Institute der University of Cape Town ab. Ihre berufliche Laufbahn begann sie als Lehrerin und engagierte sich in der Anti-Apartheid-Bewegung, bevor sie sich der Umweltgerechtigkeit zuwandte.
McDaid ist Mitbegründerin von The Green Connection, einer Organisation, die sich für nachhaltige Entwicklung und den Schutz der Meere einsetzt. Sie war zudem als Eco-Justice Lead beim Southern African Faith Communities’ Environment Institute (SAFCEI) tätig. Neben ihrer Arbeit bei The Green Connection war McDaid auch als Head of Energy bei der Organisation Undoing Tax Abuse (OUTA) aktiv. Sie setzt sich für transparente Energiepolitik und die Beteiligung der Zivilgesellschaft an Entscheidungsprozessen ein. 2023 erwirkte sie, dass die südafrikanische Regierung Schritte zur Entwicklung einer nationalen Energiestrategie unternahm.

## Atomabkommen zwischen Südafrika und Russland
Im Jahr 2014 schloss die südafrikanische Regierung ein vertrauliches Abkommen mit der russischen Firma Rosatom über den Bau von acht bis zehn Kernkraftwerken im ganzen Land, die 9,6 Gigawatt Kernenergie erzeugen sollten. Noch im selben Jahre wurde Earthlife Africa durch Hinweise der russischen Umweltorganisation Ökoverteidigung! (englisch: Ecodefense) auf das geheime Projekt aufmerksam. Als sie die finanziellen und ökologischen Auswirkungen des Abkommens entdeckten, entwickelte Liz McDaid und Makoma Lekalakala von Earthlife Africa gemeinsam mit ihren Kollegen eine Strategie, um sich dem Abkommen zu widersetzen. SAFCEI setzte sich für erneuerbare Energien ein, um den Klimawandel zu bekämpfen, und war bereits gegen die südafrikanische Atomindustrie vorgegangen. Gemeinsam entwickelten die beiden Frauen einen Plan, um das Projekt anzufechten, wobei sich ihr Vorgehen auch gegen Präsident Zuma selbst richtete, mit der Begründung, das Abkommen sei geheim gehalten worden und unter Umgehung der vorgeschriebenen rechtlichen Verfahren ohne öffentliche Konsultation oder parlamentarische Debatte zustande gekommen.
Das 76-Milliarden-Dollar-Geschäft war in Umfang und Kosten beispiellos und wies Südafrika die gesamte Haftung für nukleare Unfälle zu. Der geplante Standort des ersten neuen Kernkraftwerks befand sich an der Küste von Port Elizabeth, wo das vom Kühlsystem des Kernkraftwerks abgegebene warme Wasser die Temperatur des Ozeans erhöht hätte, was der Meeresfauna geschadet und die Lebensgrundlage der Kleinfischer in der Region gefährdet hätte. Der vorgesehene Standort des Reaktors birgt auch das Risiko seismischer Aktivitäten, die einen Unfall wie den im japanischen Kernkraftwerk Fukushima Daiichi im Jahr 2011 auslösen könnten.
Lekalakala und McDaid waren besonders besorgt über die Umwelt- und Gesundheitsauswirkungen der Ausweitung des Uranabbaus, der Atomstromerzeugung und der Produktion von Atommüll. Sie wussten aber, dass sie sich auf die mit dem Atomdeal verbundene Korruption und die enormen Kosten konzentrieren mussten – ein Thema, das eher die Aufmerksamkeit der Öffentlichkeit auf sich ziehen würde. Sie sprachen mit Gemeinden im ganzen Land und erläuterten die finanziellen Risiken des Projekts sowie die Folgen für die Umwelt und die menschliche Gesundheit. Lekalakala und McDaid hielten auch öffentliche Kundgebungen und Märsche ab, um gegen das Atomprojekt zu protestieren, und demonstrierten in ganz Südafrika. Am 26. April 2017 erklärte der Western Cape High Court den Atomdeal für verfassungswidrig, wodurch das Abkommen für nichtig erklärt und das 76 Milliarden Dollar teure Atomkraftprojekt beendet wurde. Der juristische Triumph von Lekalakala und McDaid war ein bahnbrechender Sieg, der Südafrika vor dem massiven Ausbau der nuklearen Infrastruktur bewahrte, der lang anhaltende ökologische, gesundheitliche und finanzielle Folgen für künftige Generationen gehabt hätte.

## Auszeichnungen
- 2018: Goldman Environmental Prize für Afrika (gemeinsam mit Makoma Lekalakala)[1]
- 2018: Nick Steele Memorial Award (gemeinsam mit Makoma Lekalakala)[6]
- 2021: Eco-Warrior Gold Award Südafrika[2]